# 新竹市公車83路
新竹市公車83路，起點為市立成德高中，終點為清大北校門，為新竹市的主要市區公車路線，由科技之星交通營運。主要行駛於縣道117號（南大路）、寶山路，途經新竹火車站週邊及市區主要文教區，串聯清大兩大校區，並駛進清大校本部內。為鼓勵學生多搭公車、少騎乘機車以降低事故率，也盼清華大學校區間的交通更為便利，因此竹市府與清華校方合作，共同研擬出該公車路線，於2019年11月1日正式通車。成為繼2路開進陽明交大光復校區、綠線開進中華大學後下一個開進大學裡面的公車。擁有一支線，不經新竹轉運站，即新竹國小-建華國中間不途經，改行食品路，截彎取直直達校本部與南大校區 (途中站點仍會停靠)，與清大之校區區間車路線重疊。

## 歷史
- 2019年11月1日正式通車。[3]
- 2020年5月21日，變更班次，包括假日停駛、末班車提早。以及開辦支線83區 (不經轉運站)。[5]
- 2024年10月7日，起點站從成德路延駛至成德高中（站點位置位於新竹神社旁）[6][7]，新增榮民之家與成德高中兩站點，以滿足成德高中學生的通勤需求[8][9]。

## 路線基本資料
- 新竹市公車83路全程行車里程數8.2公里，行車時間約25分鐘，尖峰20分一班，離峰45-60分一班。參見右側路線圖

### 收費
全票15元，半票8元。清華大學教職員工憑一卡通14元，及學生憑一卡通12元。

### 時刻表
請至科技之星交通官網 （页面存档备份，存于）查詢。

## 圖片

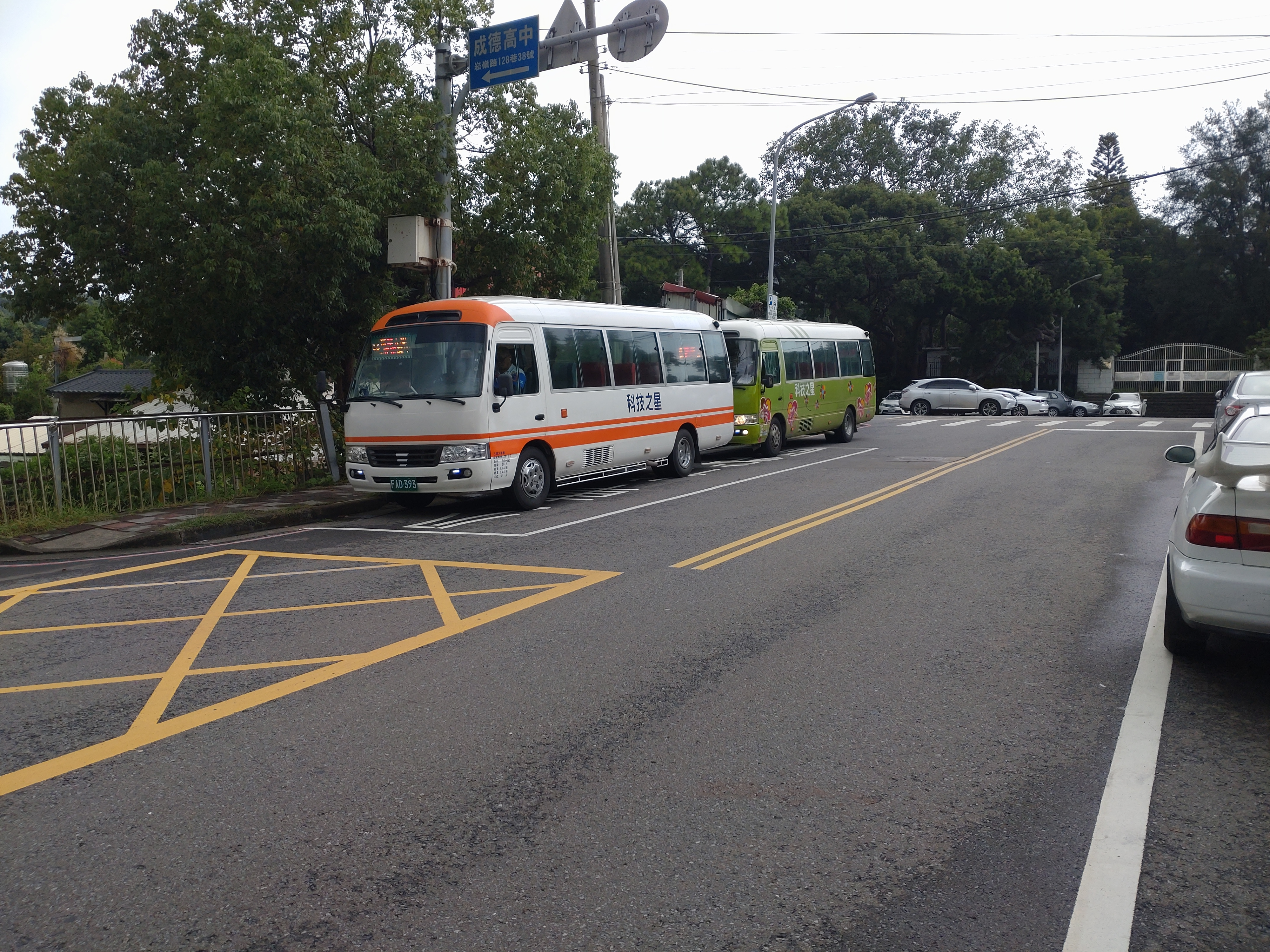
兩車於成德高中等候發車
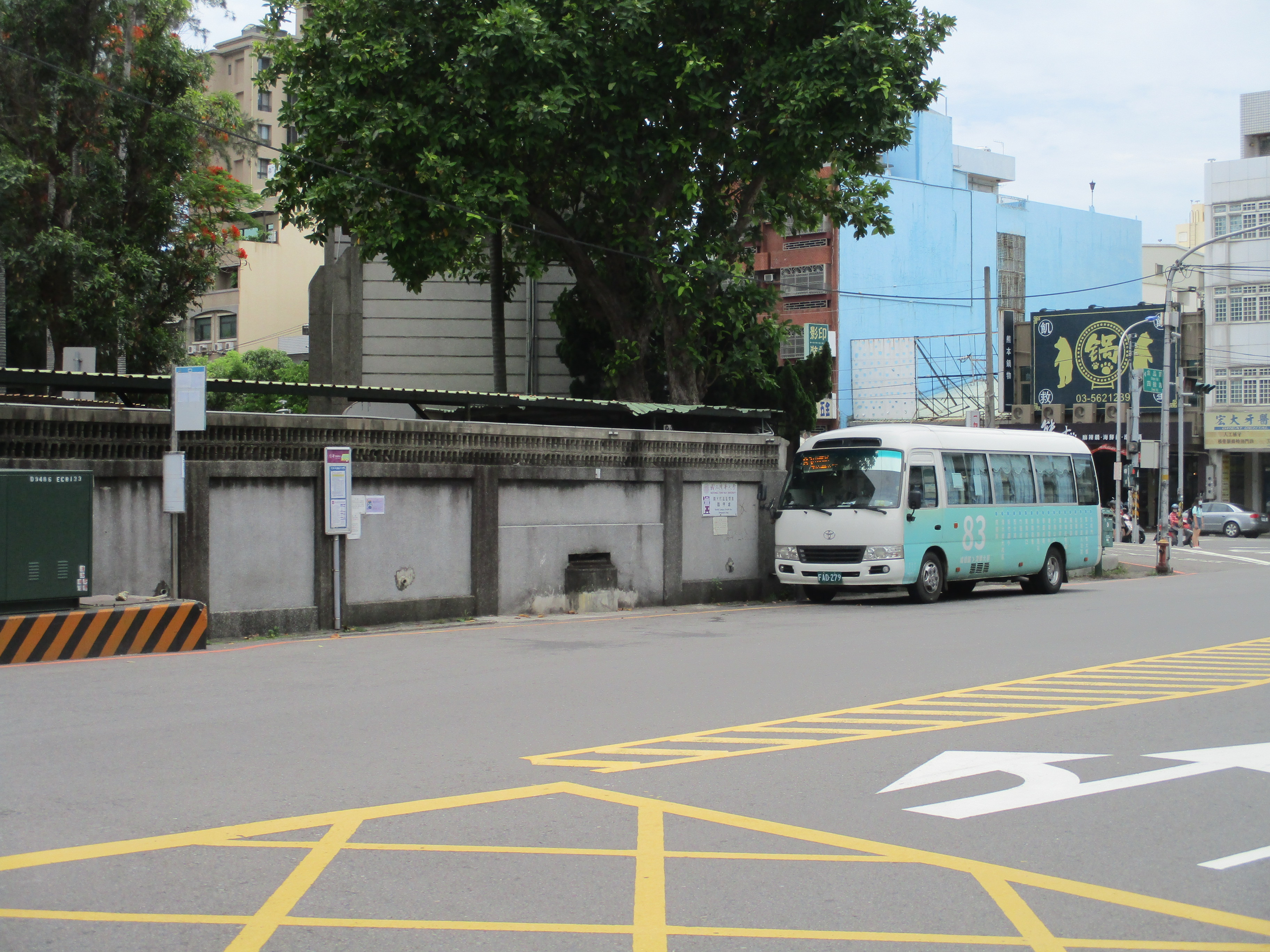
在南大食品路口等待發車的83區間車
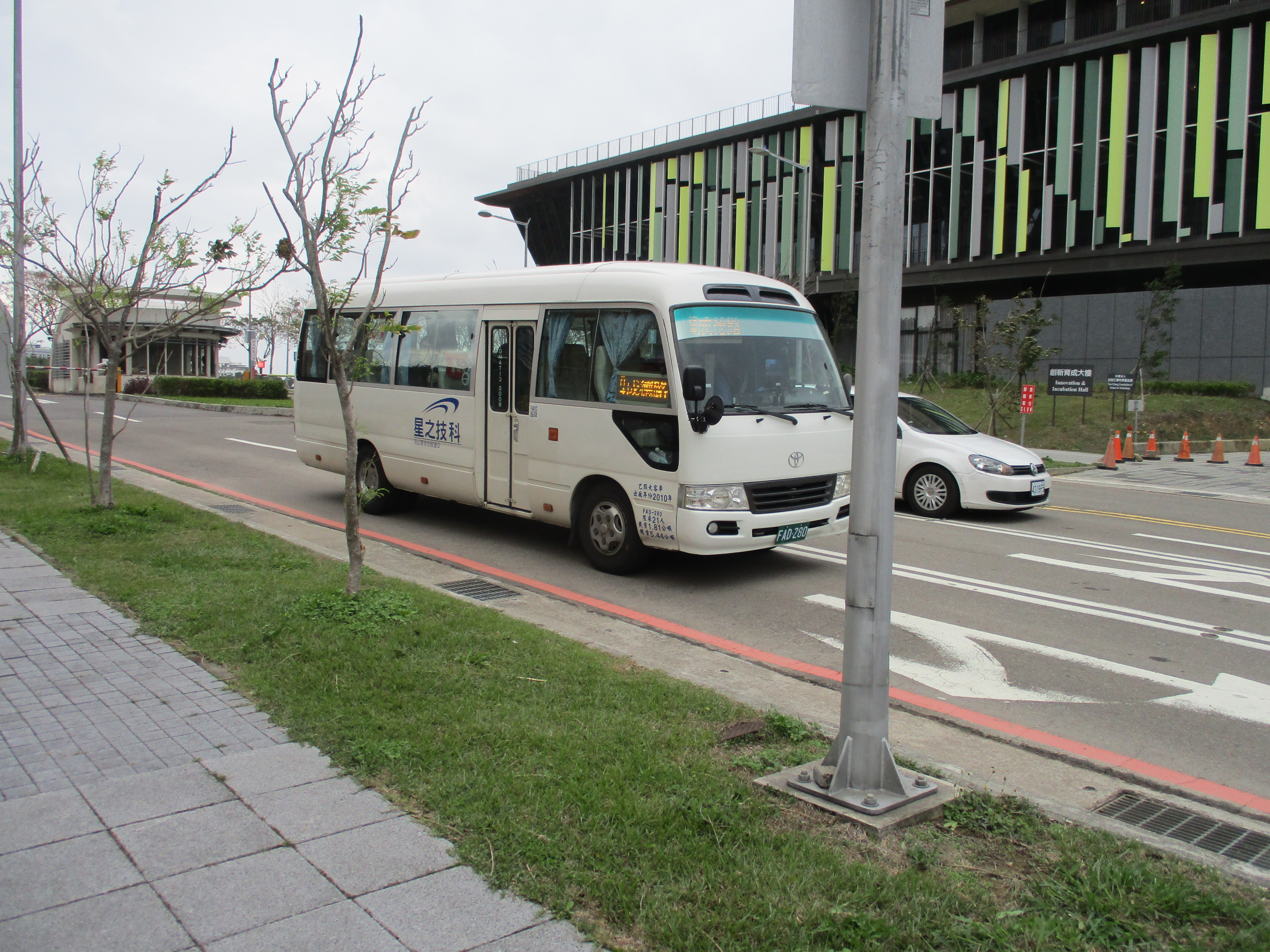
2019年83路尚未有識別塗裝之側面
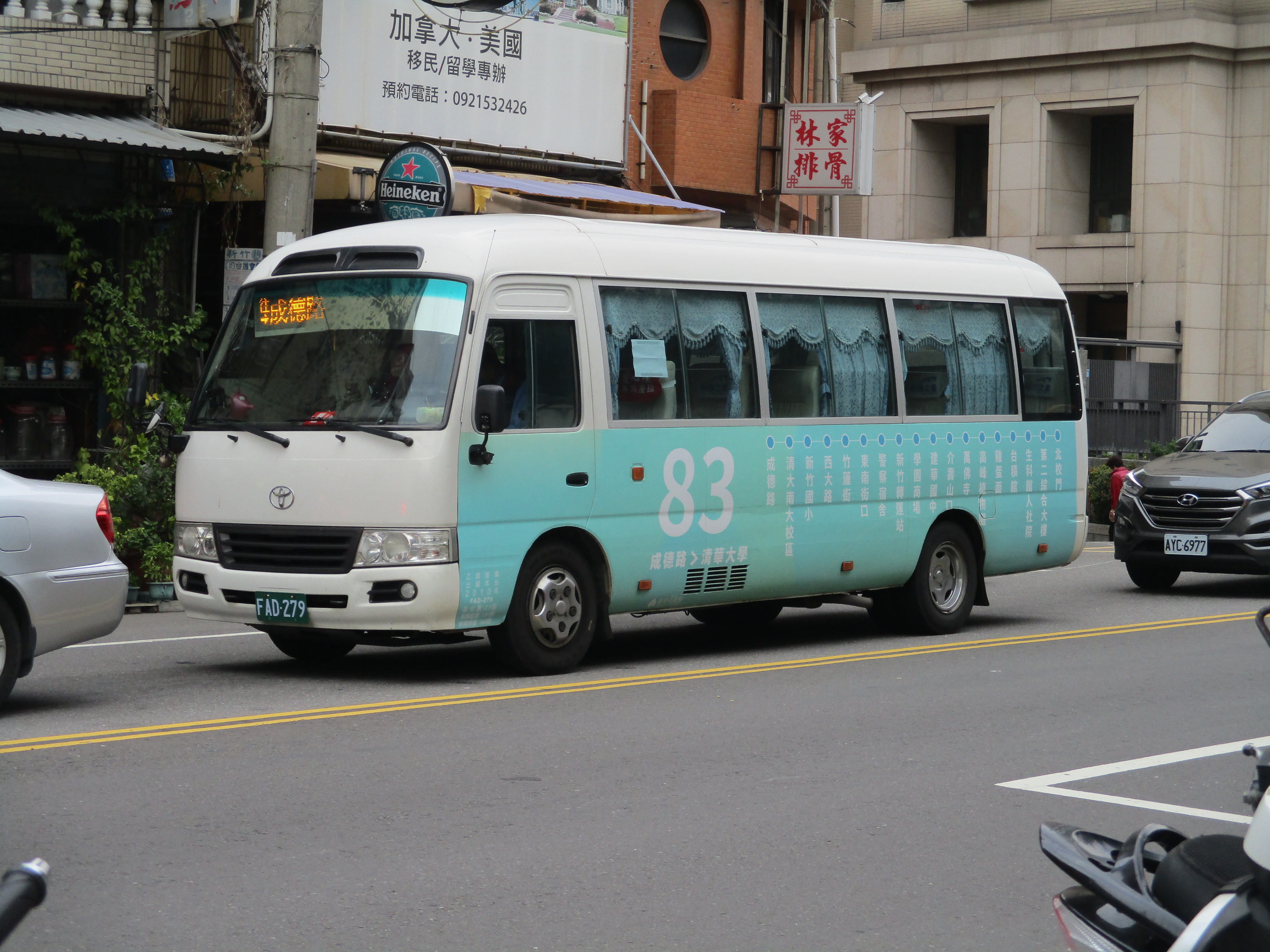
83路新塗裝側面
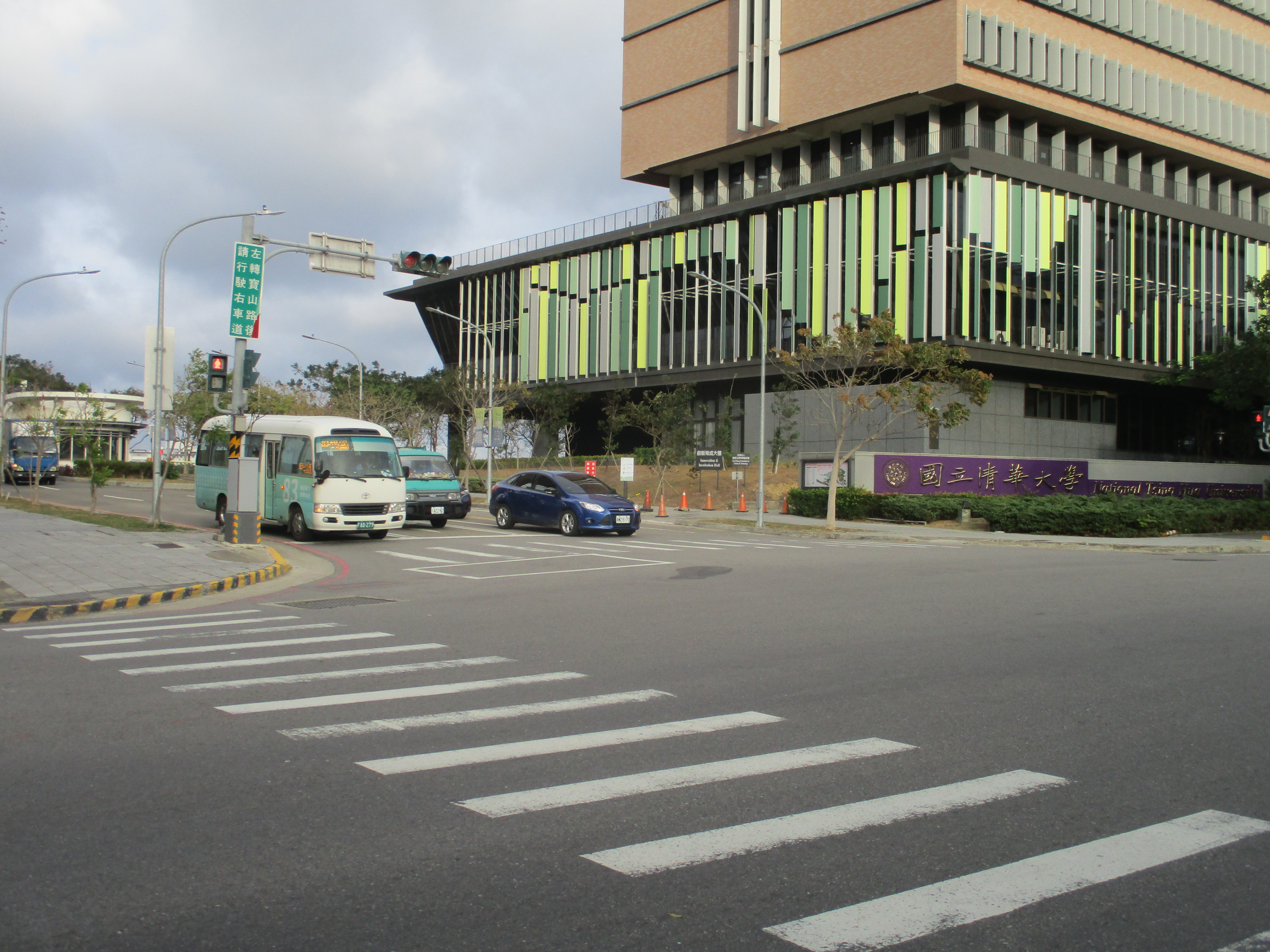
83路與清大南大門合影
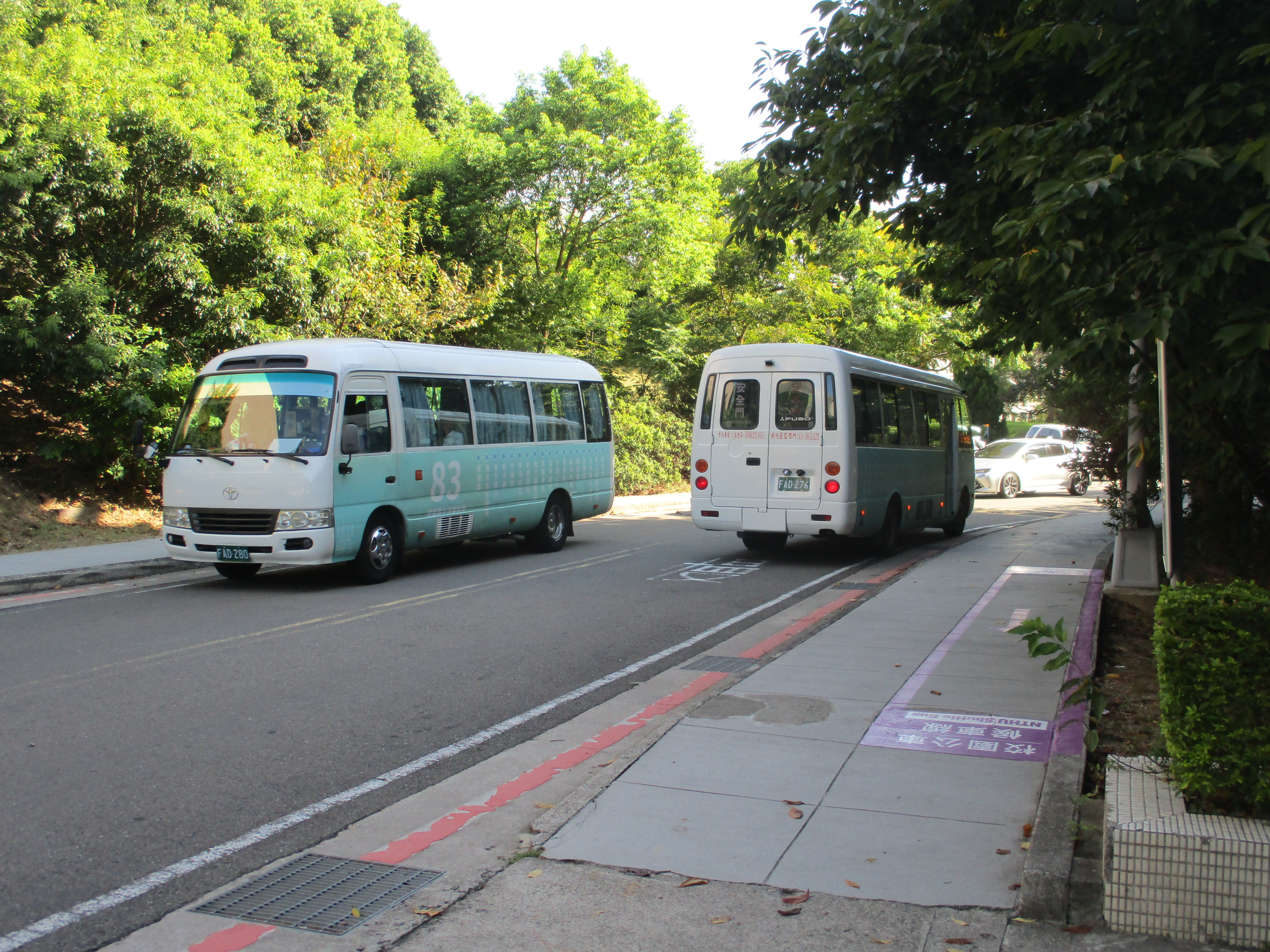
兩台83路在清大校園內交會 (生科館人社院站)
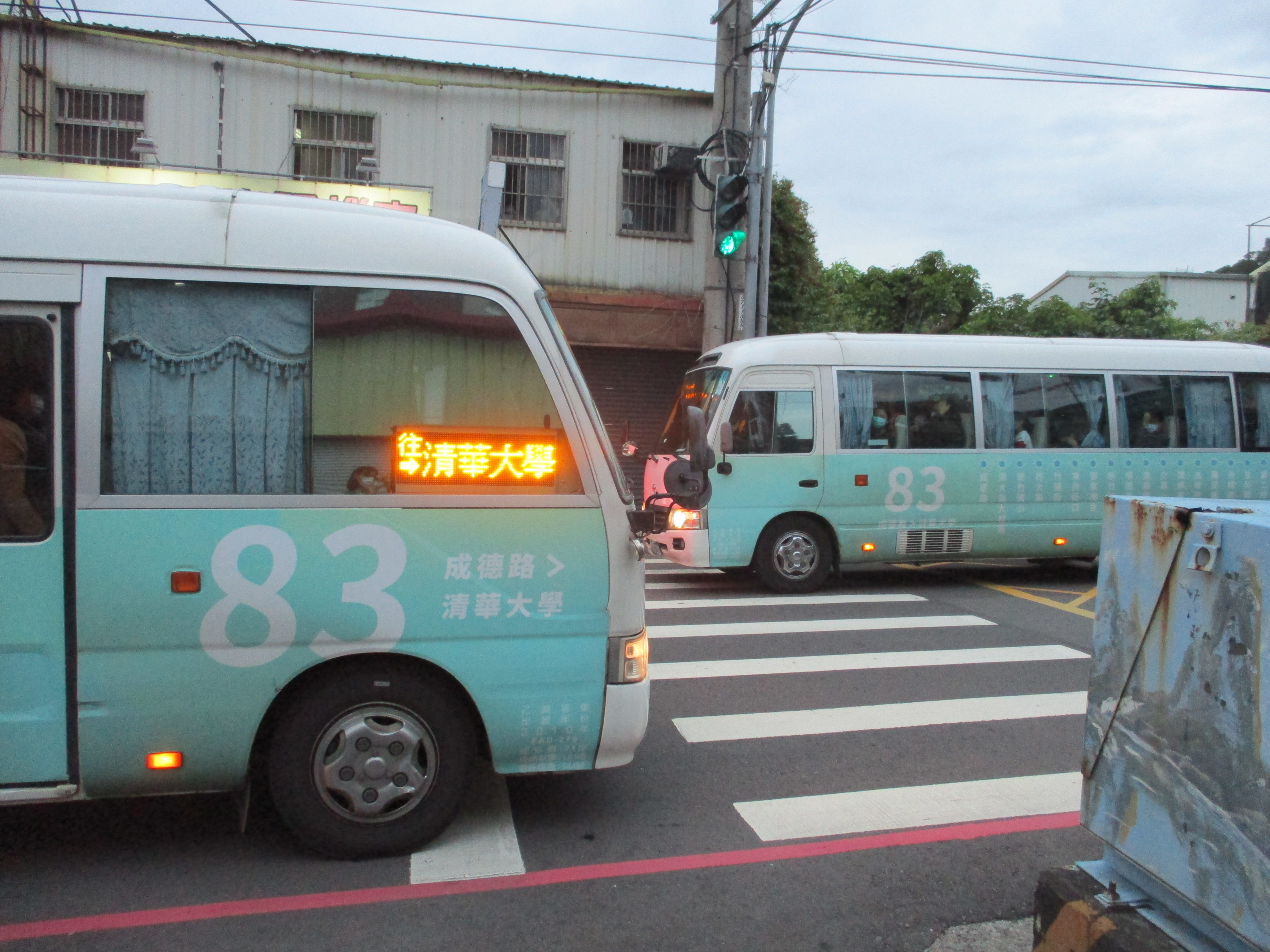
兩台83路在寶山路交會 (介壽山口站)
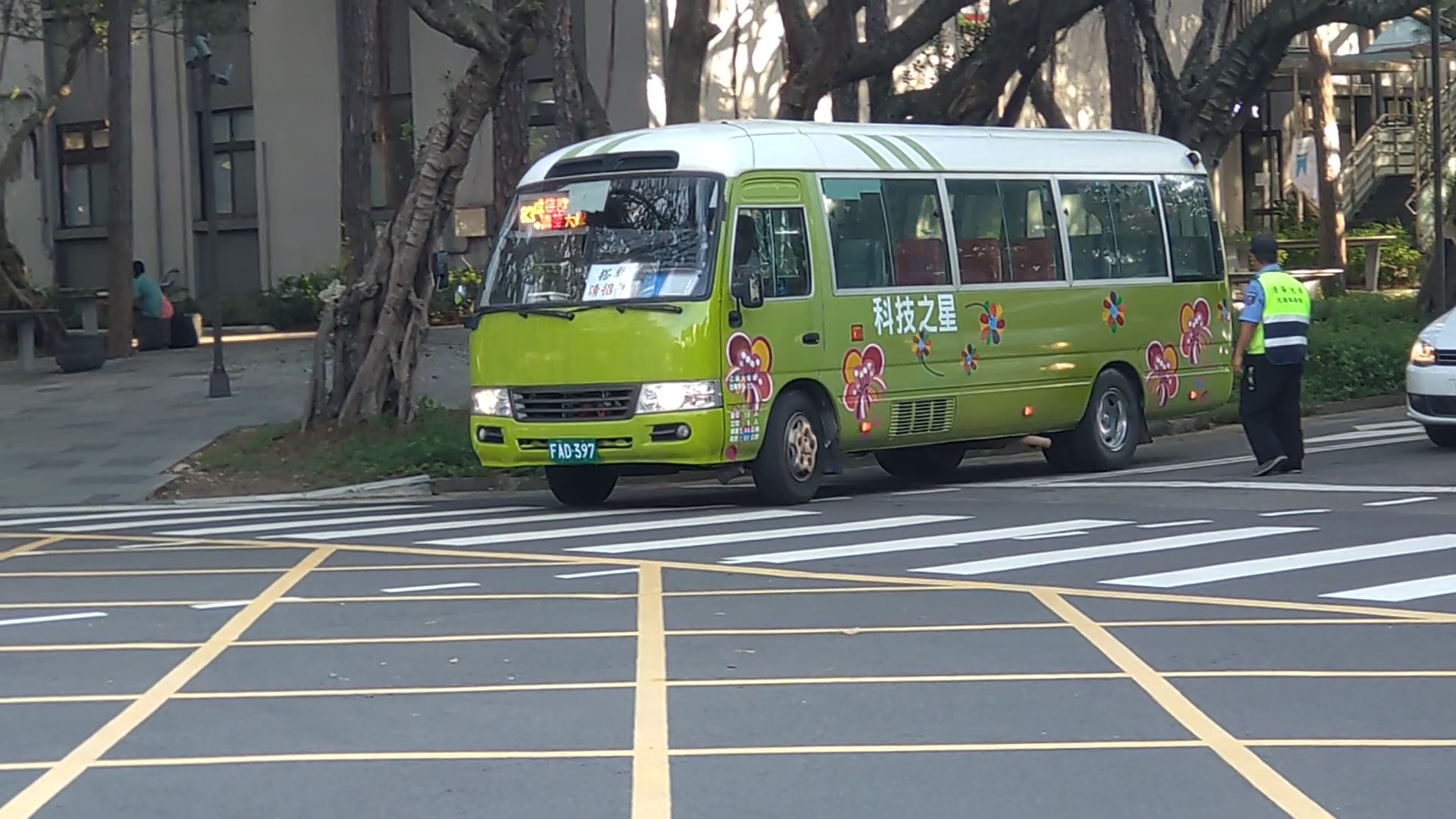
拍攝於綜四館前

## 外部連結
- 科技之星-新竹市公車83路資訊 （页面存档备份，存于）
- 網路百科(中文世界大典)-新竹市公車83路 （页面存档备份，存于）